# Памятник Муравьёву-Амурскому (Владивосток)
Памятник Муравьёву-Амурскому во Владивостоке — памятник генерал-губернатору Восточной Сибири Николаю Николаевичу Муравьёву-Амурскому во Владивостоке, открытый в 2012 году. Расположен у могилы генерал-губернатора, останки которого перенесены сюда из Парижа в 1990 году.

## Могила
Муравьёв-Амурский скончался 18 ноября 1881 года в Париже, похоронен на Монмартрском кладбище.
В 1990 году останки Муравьёва-Амурского перевезли во Владивосток и торжественно перезахоронили в районе исторического центра города, недалеко от Приморского краевого академического драматического театра имени Горького.

## Открытие памятника
2 июля 2012 года во Владивостоке торжественно открыт памятник Муравьёву-Амурскому. По замыслу скульптора Константина Зинича, генерал-губернатор Николай Николаевич Муравьёв-Амурский изображён в парадном кителе со свитком в руке — Айгунским договором. Памятник располагается в сквере, в углу улиц Суханова и Лазо, где покоится прах Муравьёва-Амурского.

Вид с улицы Суханова
Вид со стороны драмтеарта
Взгляд Муравьёва-Амурского направлен на бухту Золотой Рог, пролив Босфор Восточный и Русский остров